# Paracalliopiella pacifica
Paracalliopiella pacifica is een vlokreeftensoort uit de familie van de Calliopiidae. De wetenschappelijke naam van de soort is voor het eerst geldig gepubliceerd in 1975 door Nina Liverjevna Tzvetkova & Kudrjaschov.